# Gonia foersteri
Gonia foersteri là một loài ruồi trong họ Tachinidae.